# Liste der Schutzgebiete in der Region Ligurien
Diese Aufstellung listet alle offiziell ausgewiesenen Schutzgebiete in Natur- und Landschaftsschutz (wie z. B. Naturschutzgebiete, Landschaftsschutzgebiete, Nationalparks etc.) in der italienischen Region Ligurien auf (Stand 11. November 2014). Die Aufstellung folgt der Common Database on Designated Areas der Europäischen Umweltagentur (EEA).
| EUAP- Nummer | Gebietstyp              | Gebietsname                                                            | CDDA- Sitecode | IUCN- Kategorie | Fläche in ha | Koordinate                  | Jahr der Ausweisung | Bild |
| ------------ | ----------------------- | ---------------------------------------------------------------------- | -------------- | --------------- | ------------ | --------------------------- | ------------------- | ---- |
| EUAP1067     | Nationalpark            | Parco nazionale delle Cinque Terre                                     | 178784         | II              | 3860         | 44° 7′ 56″ N, 9° 42′ 17″ O  | 1999                |      |
| EUAP0087     | Naturreservat           | Riserva naturale Agoraie di sopra e Moggetto                           | 5896           | Ia              | 16           | 44° 29′ 27″ N, 9° 24′ 55″ O | 1971                |      |
| EUAP0966     | Regionaler Naturpark    | Parco naturale regionale dell’Aveto                                    | 63609          | V               | 3019         | 44° 27′ 13″ N, 9° 26′ 13″ O | 1989                |      |
| EUAP0965     | Naturpark               | Parco naturale regionale dell’Antola                                   | 63610          | V               | 4838         | 44° 34′ 34″ N, 9° 6′ 57″ O  | 1989                |      |
| EUAP1168     | Naturpark               | Parco naturale regionale di Portovenere                                | 178968         | V               | 274          | 44° 2′ 38″ N, 9° 50′ 24″ O  | 2001                |      |
| EUAP0964     | Naturpark               | Parco naturale regionale di Piana Crixia                               | 15286          | V               | 795          | 44° 30′ 23″ N, 8° 16′ 16″ O | 1985                |      |
| EUAP0716     | Naturpark               | Parco naturale regionale di Bric Tana                                  | 15285          | V               | 170          | 44° 20′ 48″ N, 8° 12′ 42″ O | 1985                |      |
| EUAP0968     | Naturpark               | Parco naturale regionale di Montemarcello - Magra                      | 14632          | V               | 2726         | 44° 5′ 8″ N, 9° 56′ 52″ O   | 1982                |      |
| EUAP0452     | Naturpark               | Parco naturale regionale del Beigua                                    | 14633          | V               | 8715         | 44° 27′ 18″ N, 8° 36′ 11″ O | 1985                |      |
| EUAP0453     | Naturpark               | Parco naturale regionale di Portofino                                  | 14634          | V               | 1056         | 44° 19′ 12″ N, 9° 10′ 54″ O | 1986                |      |
| EUAP0191     | Landschaftsschutzgebiet | Riserva naturale regionale dell' Isola di Gallinara                    | 162011         | V               | 11           | 44° 1′ 33″ N, 8° 13′ 37″ O  | 1989                |      |
| EUAP0278     | Naturschutzgebiet       | Riserva naturale regionale di Bergeggi                                 | 15288          | IV              | 8            | 44° 14′ 12″ N, 8° 26′ 39″ O | 1985                |      |
| EUAP0277     | Naturschutzgebiet       | Riserva naturale regionale di Rio Torsero                              | 15287          | IV              | 4            | 44° 5′ 34″ N, 8° 12′ 38″ O  | 1985                |      |
| EUAP1076     | Landschaftsschutzgebiet | Giardini botanici Hanbury                                              | 178984         | V               | 19           | 43° 47′ 1″ N, 7° 33′ 13″ O  | 2000                |      |
| EUAP1064     | Landschaftsschutzgebiet | Giardino Botanico di Pratorondanino                                    | 178985         | V               | 1            | 44° 31′ 43″ N, 8° 45′ 2″ O  | 1998                |      |
| EUAP0856     | Naturschutzgebiet       | Oasi naturalistica Rio Solcasso                                        | 390527         | IV              | 4            | 44° 16′ 52″ N, 8° 26′ 6″ O  | 2003                |      |
| EUAP0756     | Landschaftsschutzgebiet | Area protetta di interesse provinciale Arroscia - Valloni              | 390508         | V               | 70           | 44° 3′ 13″ N, 8° 11′ 10″ O  | 2003                |      |
| EUAP0758     | Landschaftsschutzgebiet | Area protetta di interesse provinciale Fiume Centa                     | 390496         | V               | 59           | 44° 3′ 4″ N, 8° 12′ 0″ O    | 2003                |      |
| EUAP0857     | Landschaftsschutzgebiet | Area protetta di interesse provinciale Cadibona                        | 390497         | V               | 229          | 44° 21′ 24″ N, 8° 22′ 53″ O | 2003                |      |
| EUAP0858     | Landschaftsschutzgebiet | Area protetta di interesse provinciale Rocca del Falcone               | 390498         | V               | 149          | 44° 23′ 24″ N, 8° 25′ 55″ O | 2003                |      |
| EUAP0861     | Landschaftsschutzgebiet | Area protetta di interesse provinciale Giovo Ligure                    | 390499         | V               | 333          | 44° 25′ 46″ N, 8° 28′ 32″ O | 2003                |      |
| EUAP0863     | Landschaftsschutzgebiet | Area protetta di interesse provinciale Costiera Celle Ligure e Varazze | 390500         | V               | 24           | 44° 21′ 29″ N, 8° 35′ 22″ O | 2003                |      |
| EUAP0864     | Landschaftsschutzgebiet | Area protetta di interesse provinciale Torrente Sansobbia              | 390501         | V               | 11           | 44° 20′ 16″ N, 8° 30′ 13″ O | 2003                |      |
| EUAP0867     | Landschaftsschutzgebiet | Area protetta di interesse provinciale Monte Camulera                  | 390502         | V               | 374          | 44° 17′ 12″ N, 8° 9′ 7″ O   | 2003                |      |
| EUAP0869     | Landschaftsschutzgebiet | Area protetta di interesse provinciale Lago di Orsiglia                | 390503         | V               | 116          | 44° 18′ 3″ N, 8° 11′ 46″ O  | 2003                |      |
| EUAP0872     | Landschaftsschutzgebiet | Area protetta di interesse provinciale Oasi Rocchetta Cairo            | 390504         | V               | 173          | 44° 25′ 58″ N, 8° 17′ 23″ O | 2003                |      |
| EUAP0874     | Landschaftsschutzgebiet | Area protetta di interesse provinciale Torrente Merula                 | 390505         | V               | 3            | 43° 57′ 4″ N, 8° 8′ 35″ O   | 2003                |      |
| EUAP0878     | Landschaftsschutzgebiet | Area protetta di interesse provinciale Collina del Dego                | 390506         | V               | 216          | 44° 24′ 35″ N, 8° 21′ 31″ O | 2003                |      |
| UFT0VF       | Naturschutzgebiet       | Parco Naturale Regionale Delle Alpi Liguri                             |                |                 | 6041         |                             | 2007                |      |
| EUAP0911     | Naturschutzgebiet       | Area marina protetta Isola di Bergeggi                                 | 390513         | IV              | 203          | 44° 14′ 9″ N, 8° 26′ 51″ O  | 2007                |      |
| EUAP0948     | Naturschutzgebiet       | Area marina protetta Cinque Terre                                      | 13160          | IV              | 4591         | 44° 6′ 23″ N, 9° 41′ 11″ O  | 1997                |      |
| EUAP0949     | Naturschutzgebiet       | Area naturale marina protetta Portofino                                | 5977           | IV              | 346          | 44° 19′ 1″ N, 9° 10′ 46″ O  | 1998                |      |
|              | Walschutzgebiet         | Walschutzgebiet im Mittelmeer                                          |                |                 | 8750000      |                             | 1999                |      |